# گمینا ستار جکوو
گمینا ستار جکوو (به لهستانی:  Gmina Stary Dzików) یک گمینا در لهستان است که در شهرستان لوباچوف واقع شده‌است. گمینا ستار جکوو ۱۵۵٫۷۷ کیلومتر مربع مساحت و ۴٬۳۵۲ نفر جمعیت دارد.